# Kem đông khô

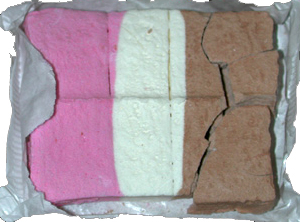
Kem Napoli đông khô, được bọc bằng giấy bạc kín khí chưa được gói một phần

Kem đông khô, còn gọi là kem phi hành gia hoặc kem không gian, là món kem được loại bỏ hầu hết nước bằng quy trình đông khô, rồi đem đóng gói trong túi và không cần làm lạnh. So với món kem thông thường, loại kem này có thể để ở nhiệt độ phòng mà không bị chảy và có độ giòn, cứng hơn nhưng khi người dùng cắn vào vẫn cảm thấy rõ độ mềm. Kem đông khô do hãng Whirlpool Corporation phát triển dựa theo hợp đồng với NASA dành riêng cho các sứ mệnh Apollo.  Tuy vậy, món kem này chẳng bao giờ được sử dụng trong bất kỳ sứ mệnh nào của Apollo. Thực phẩm đông khô vốn được phát triển nhằm mục đích gửi thực phẩm lên các chuyến bay vũ trụ trong thời gian dài, như khi lên Mặt Trăng, và để giảm trọng lượng của nước và oxy thường có trong thực phẩm.
Kem đông khô được bán theo đơn đặt hàng qua đường bưu điện và khá phổ biến trong các bảo tàng khoa học và cửa hàng bán quà lưu niệm của trung tâm du khách NASA, đôi khi đi kèm với các loại thực phẩm đông khô khác.

## Sử dụng ngoài không gian
Thực phẩm đông khô từng được phát triển cho sứ mệnh Sao Thủy. Bất chấp việc sử dụng phổ biến hình ảnh các phi hành gia đi bộ ngoài không gian trong bộ đồ vũ trụ của thời đại tàu con thoi trên bao bì, kem đông khô không được đưa vào bất kỳ sứ mệnh nào của Apollo, Skylab, Tàu con thoi hoặc Trạm Vũ trụ Quốc tế. Theo một nhà khoa học thực phẩm của NASA, dù kem đông khô được phát triển theo yêu cầu, nhưng "món kem này không nổi tiếng như vậy." Phi hành gia Mike Massimino đã bày tỏ ý kiến mình không thích kem đông khô, gọi món kem này "kinh tởm" và "hơn thế nữa có liên quan mật thiết đến loại vật liệu xây dựng hơn là thực phẩm".

## Kem truyền thống trong không gian
Trong suốt thập niên 1970, các phi hành gia đã được thưởng thức món kem bình thường trên trạm vũ trụ Skylab và loại kem này cũng được dùng trên Trạm Vũ trụ Quốc tế.
Skylab có cả một tủ đông được sử dụng để làm món kem thông thường, và đôi khi các phi hành gia của Tàu con thoi và Trạm Vũ trụ Quốc tế còn mang theo món kem này khi ngoài không gian làm nhiệm vụ.